# Konrad Heinfogel
Konrad Heinfogel (* unbekannt; † 1517 in Nürnberg) war ein Nürnberger Mathematiker und Astronom, den eine besondere Freundschaft mit Albrecht Dürer und Johannes Stabius verband.

## Leben
Über sein frühes Leben ist nichts, weder Geburtsort noch Geburtsjahr, bekannt. Ob er in Erfurt studierte, wie die Immatrikulation eines „Conradus Heinfogel de Nueremberga“ im Jahre 1441 nahelegt, oder nicht, muss offen bleiben. Es hat sich ein Almanach mit tagebuchartigen Aufzeichnungen des Konrad Heinfogel erhalten. Dort berichtet er von einigen persönlichen Ereignissen, wie Tod seiner Eltern, Ordination zum Priester (1480), Einzug in ein eigenes Haus (1500), Tod seines geschätzten Lehrers Bernard Walther (1504), aber auch vom Leben in der Stadt Nürnberg (imperator Fridericus intravit Nurmbergam (1471), Erscheinen eines Kometen (1506), Hinrichtung eines Kampfgenossens Götz von Berlichingens (1515)).
Konrad Heinfogel war mit den führenden humanistischen Kreisen in Nürnberg verbunden. Dafür spricht seine Zusammenarbeit mit Albrecht Dürer und Johannes Stabius, sowie seine Mitwirkung am Sammelwerk des Nürnberger Astronomen Johannes Werner.

## Werke
Ein vielbeachtetes Werk sind die zwei Sternkarten, die Johannes Stabius 1515 zusammen mit Albrecht Dürer und Konrad Heinfogel erstellte und veröffentlichte. Die Inschrift auf dem Blatt der südlichen Halbkugel (Johannes Stabius ordinavit, Conr. Heinfogel stellas posuit, Alb. Dürer imaginibus circumscripsit) gibt seine Leistung – das Positionieren und Einzeichnen der Sterne – an.
1516 veröffentlichte er sein einziges Werk in deutscher Sprache, die Sphera materialis, eine Sammlung eines Teiles des astrologischen Wissens der Zeit.

## Sphaera materialis
Der Text ist eine Übersetzung des lateinischen Tractatus de sphaera des Johannes Sacro Bosco in die frühneuhochdeutsche Sprache. Dieses um 1232 geschaffene Werk stellt in 4 Kapiteln (Kapitel 1: Definitionen des Sphäre, die Erde als Mittelpunkt der Welt - Kapitel 2: die Kreise der Sphäre, Tierkreis, Klimazonen - Kapitel 3: Auf- und Untergang der Gestirne - Kapitel 4: Sonnen- und Mondfinsternis) das Fachwissen der Astronomie für den Studenten der septem artes liberales dar. Schon 1350 erfolgte eine deutsche Übersetzung durch Konrad von Megenberg. Übertragungen in die Landessprache waren zu diesem Zeitpunkt sehr selten (einer der wenigen war Nikolaus von Oresme (1323–1382)). An Studenten der septem artes liberales konnte sich das Werk des Konrad von Megenberg nicht richten, da für den Unterricht zwingend die lateinische Sprache vorgeschrieben war, vielmehr möglicherweise an Mitglieder des Wiener Hofes und sonstige interessierte Laien.
Die 1516 von Konrad Heinfogel – für welchen Leserkreis auch immer – veröffentlichte Druckausgabe wurde lange als nur geringfügige Überarbeitung dieser Handschrift angesehen. Genauere Untersuchungen zeigen aber, dass es sich um eine eigenständige Übersetzung des lateinischen Textes handelt, wenn auch unter Heranziehung der Arbeit des Konrad von Megenberg. So hat Konrad Heinfogel eine Reihe Textstellen aufgenommen, die in der früheren Übersetzung fehlen. Auch ist seine sprachliche Gestaltung häufig abweichend, insbesondere verdeutlicht er Begriffe durch Beifügung eines Fremdwortes, z. B. der lebenskraiz wird egänzt zu Zodiacus/das ist/des Leben Kreyß.

## Ausgaben
- Francis B. Brévart: Konrad Heinfogel - Sphaera materialis - Text und Kommentar, Göppingen 1981.